# 劉鳴陽 (嘉靖進士)
劉鳴陽（？—？），字應明，號月岩，山西太原府孟縣人，民籍，明朝政治人物。

## 生平
嘉靖二十五年（1546年）丙午科山西鄉試第二十三名舉人。嘉靖三十二年（1553年）中式癸丑科會試第三百九十七名，三甲第一百八十四名進士。吏部观政，次年任直隸高陽縣知縣，調遵化縣。升户部主事。

## 家族
曾祖劉福寶；祖父劉經；父劉廷璽。前母韓氏；張氏；繼母冀氏。弟鳴竹、鳴陰、鳴謙。